# Calamaria gervaisii
Calamaria gervaisii, comúnmente conocida como serpiente gusano de Gervais, es una especie de serpiente excavadora o fosorial de tamaño relativamente pequeño de la  familia Colubridae.

## Etimología
El nombre específico, gervaisii, es en honor al zoólogo francés Paul Gervais.

## Rango geográfico
C. gervaisii es endémica de las islas Filipinas. Su área de distribución incluye las islas de Basilan, Catanduanes, Cebú, Lubang, Luzón, Mindanao, Mindoro, Negros, Panay, Polillo, y Tablas.

## Hábitat
C. gervaisii se encuentra desde cerca del nivel del mar hasta altitudes de 1000 metros. Vive en bosques y plantaciones, excavando en la hojarasca y escondiéndose bajo piedras y troncos caídos, o entre los contrafuertes de los árboles.

## Estado
La UICN ha incluido a C. gervaisii como de "menor preocupación" porque tiene un rango amplio, parece ser abundante con una población estable y parece tolerar la alteración de su hábitat natural. No se han 
identificado amenazas particulares para esta especie.